# Don Blankenship
Donald "Dom" Leon Blankenship (Stopover, Kentucky, 14 de março de 1950) é um executivo de negócios e político estadounidense. Foi candidato ao Senado dos Estados Unidos em Virginia Ocidental em 2018. Foi presidente e director executivo de Massey Energy Company, a sexta companhia de carvão maior nos Estados Unidos, desde 2000 até sua aposentação em 2010.
a 3 de dezembro de 2015, Blankenship foi declarado culpado do delito menor de conspirar para violar intencionalmente as normas de segurança e saúde de minas em relação com a explosão da mina Upper Big Branch.
Com frequência pronunciou-se sobre política, meio ambiente, sindicatos e produção de carvão. Em 2018, Blankenship perdeu uma primária republicana a três bandas para o Senado dos Estados Unidos ante Patrick Morrisey.
Blankenship lançou a sua campanha nas eleições presidenciais dos Estados Unidos de 2020 como membro do Partido da Constituição o 18 e 19 de outubro de 2019 durante uma reunião do comité nacional da formação. Foi nomeado oficialmente para presidente na Convenção do Partido da Constituição a 2 de maio de 2020, com William Mohr como seu colega de chapa.